# 12706 Tanezaki
12706 Tanezaki è un asteroide della fascia principale. Scoperto nel 1990, presenta un'orbita caratterizzata da un semiasse maggiore pari a 2,6435812 UA e da un'eccentricità di 0,2959732, inclinata di 13,51876° rispetto all'eclittica.